# Ogilbia galapagosensis
Ogilbia galapagosensis é uma espécie de peixe da família Bythitidae.
É endémica de Equador.